# Traversegletscher
Der Traversegletscher ist ein Gletscher in der Explorers Range der Bowers Mountains im ostantarktischen Viktorialand. Er liegt nordöstlich des Frolov Ridge und fließt in nördlicher Richtung zum Arruiz-Gletscher.
Wissenschaftler der deutschen Expedition GANOVEX I (1979–1980) benannten ihn. Namensgebend ist der Umstand, dass sie den Gletscher auf Skiern überquerten.